# Titularerzbistum Rew-Ardashir dei Caldei
Rew-Ardashir dei Caldei ist ein Titularerzbistum der katholischen Kirche, das vom Papst an Titularerzbischöfe aus der mit Rom unierten Chaldäisch-Katholischen Kirche vergeben wird.
| Titularerzbischöfe von Rew-Ardashir dei Caldei |                |                                          |                 |                   |
| Nr.                                            | Name           | Amt                                      | von             | bis               |
| 1                                              | Joseph Cheikho | emeritierter Erzbischof von Sehna (Iran) | 22. August 1970 | 20. Dezember 1979 |